# Sergio Leone

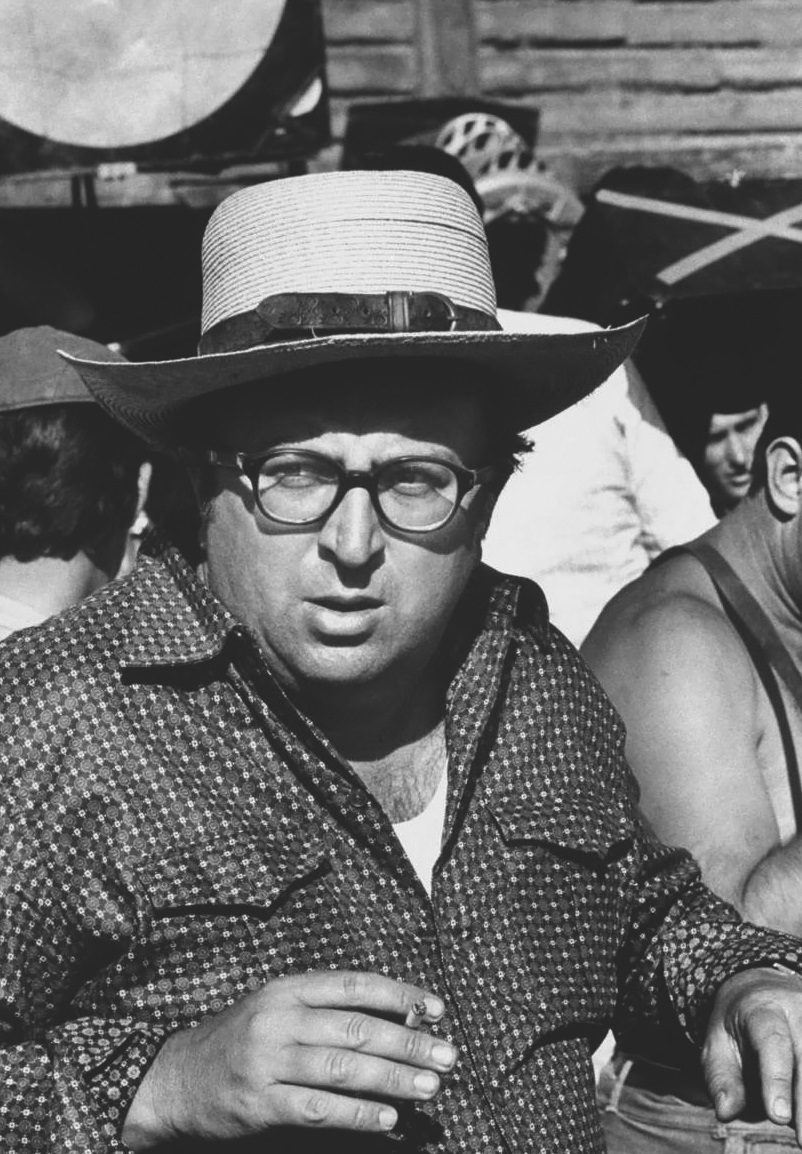
Sergio Leone en 1975

Sergio Leone (Roma, 3 de enero de 1929-Roma, 30 de abril de 1989) fue un director, guionista y productor italiano conocido por sus spaghetti western.

## Biografía
Hijo del director de cine Roberto Roberti (seudónimo de Vincenzo Leone) y la actriz de cine mudo Bice Waleran (Edvige Valcarenghi).

### Primeros años
Aún muy joven, entró en la industria del cine y con veinte años fue asistente de dirección en el filme Ladri di biciclette (1948) de Vittorio de Sica. Después trabajaría en grandes producciones estadounidenses rodadas en Europa, entre ellas Quo Vadis? (1951) de Mervyn LeRoy, Helena de Troya (1955) de Robert Wise, Ben-Hur (1959) de William Wyler o Historia de una monja (1959) de Fred Zinnemann.
Asimismo, sustituyó por enfermedad al director Mario Bonnard durante el rodaje de Los últimos días de Pompeya (1959). Su primera película oficial fue El coloso de Rodas (1960) y dos años más tarde sustituiría de nuevo a un director, Robert Aldrich, en Sodoma y Gomorra. Aldrich fue una influencia clave para Leone, con películas como Vera Cruz (1954), donde el perfil clásico del western se desdibuja con personajes más ambiguos y carentes de valores.

### Apogeo
A partir de aquí comienzan sus obras más personales, que se inicia con la famosa trilogía western, también conocida como Trilogía del dólar, en coproducción con varios países europeos. La trilogía obtuvo un inesperado gran éxito, conduciendo al western a su último período cinematográfico, el llamado spaghetti western, género muy cultivado en el cine de los años 1960 y principios de los 70, además de aportar dos nuevos talentos al medio, el compositor Ennio Morricone, amigo desde la infancia del director, y el actor Clint Eastwood, prácticamente un desconocido en la pantalla grande hasta entonces, al que el director contrata de entre un grupo de actores, que incluía también un icono del subgénero, Lee van Cleef. 
El personaje creado para Eastwood, El hombre sin nombre, es el prototipo de antihéroe del spaghetti western, un hombre frío, duro, solitario, de pocas palabras, movido por el dinero, sin escrúpulos ni sentimientos. De esta manera Leone creó un icono del cine, imperturbable y de mirada de hielo, invencible en múltiples duelos. Siempre vestido con un poncho raído y un cigarro en los labios, es capaz de matar a sangre fría para conseguir su objetivo. Es un personaje que se convertirá en estereotipo en múltiples filmes y que influirá de forma decisiva a directores, actores e incluso a dibujantes de historietas. Cabe destacar que Por un puñado de dólares tuvo ciertos problemas legales al plagiar una película anterior de Akira Kurosawa titulada Yojimbo (1961).
Tras esta trilogía no dejó la temática del western y filmó una de sus obras maestras, C'era una volta il West, un western crepuscular rodado en Cinecittà, Almería, La Calahorra, cerca de Guadix (Granada) y en los mismos escenarios estadounidenses en los que rodó la mayor parte de sus películas su admirado John Ford.
Tras un período más dilatado, volvió al cine, casi por obligación, con Giù la testa, basada en la Revolución mexicana, que tuvo menos éxito que sus películas precedentes. Dirigió esta película en el último momento debido a problemas con el director elegido en primer lugar. Por último, dirigió la que muchos consideran su obra maestra, Érase una vez en América, un "western moderno" que trata sobre la vida de cuatro gánsteres judíos en la Nueva York de las décadas de 1920 y 30. En Europa tuvo gran éxito a pesar de las cuatro horas de duración, pero en EE. UU. se ofreció una versión recortada a casi dos horas, además de alterar su montaje (la historia fue contada linealmente y no como en la original en que se utilizan flashbacks).
El crítico Ramón Freixas lo definió como "un moralista sin moral, un misógino feminista, y un pacifista a tiros". Sergio tuvo siempre a su lado a un amigo de la infancia, que hizo más grandes aún sus películas, el compositor Ennio Morricone.

### Muerte
Sergio Leone falleció el 30 de abril de 1989, cuando estaba preparando la película Leningrado, debido a los problemas de corazón que sufría desde que entró en juicios con la Warner Bros por la película Érase una vez en América. La productora recortó en más de una hora la película y contrató para esta labor al encargado de montaje de Police Academy, Zach Staenberg.

## Filmografía
Largometrajes como director
| Año  | Título                          |
| ---- | ------------------------------- |
| 1961 | El coloso de Rodas              |
| 1964 | Por un puñado de dólares        |
| 1965 | Per qualche dollaro in più      |
| 1966 | Il buono, il brutto, il cattivo |
| 1968 | C'era una volta il West         |
| 1971 | Giù la testa                    |
| 1984 | Érase una vez en América        |

## Premios

### Globos de Oro
| Año  | Categoría      | Película                 | Resultado |
| ---- | -------------- | ------------------------ | --------- |
| 1984 | Mejor director | Érase una vez en América | Nominado  |

### BAFTA
| Año  | Categoría      | Película                 | Resultado |
| ---- | -------------- | ------------------------ | --------- |
| 1984 | Mejor director | Érase una vez en América | Nominado  |

### David de Donatello
| Año  | Categoría      | Película     | Resultado |
| ---- | -------------- | ------------ | --------- |
| 1972 | Mejor director | Giù la testa | Ganador   |